# Ansan (Korea Południowa)
Ansan (Ansan-si, hangul: 안산시, hancha: 安山市), miasto w Korei Południowej w prowincji Gyeonggi. Leży na południe od Seulu i wchodzi w skład okręgu Seulu, tzw. Sudo-gwon (kor. 수도권; hancha: 首都圈). Miasto jest także przystankiem metra seulskiego (linia nr 4).
Ansan znajduje się nad wybrzeżem Morza Żółtego. Niektóre wyspy podlegają jurysdykcji miasta Ansan. Największa i najbardziej znana z tych wysp to Daebu-do (kor. 대부도; hancha: 大阜島).
W mieście rozwinął się przemysł metalowy, chemiczny, włókienniczy.
W Ansan siedzibę mają wyższe uczelnie, m.in. Ansan College, Ansan College of Technology, Seulski Instytut Sztuki oraz znajduje się tam kampus "ERICA" Uniwersytetu Hanyang.
Drużyna piłkarska Ansan Hallelujah ma siedzibę w Ansan.

## Miasta partnerskie
- Chińska Republika Ludowa: Anshan
- Rosja: Chołmsk, Jużnosachalińsk
- Stany Zjednoczone: Las Vegas